# Евсюков, Валентин Александрович
Евсюков Валентин Александрович (16 марта 1926, Темников, Пензенская губерния — 17 апреля 1996, Кривой Рог, Днепропетровская область) — советский горняк, бригадир машинистов экскаватора Северного горно-обогатительного комбината имени Комсомола Украины Министерства чёрной металлургии Украинской ССР, Днепропетровская область. Герой Социалистического Труда (1971).

## Биография
Родился 16 марта 1926 года в городе Темников в семье служащего. Русский.
В 1941 году окончил семиклассную школу и поступил в Саровское ремесленное училище, которое окончил в 1943 году. Получил направление на один из военных заводов в Саранске, где работал слесарем, потом наладчиком резьбофрезерных станков. В конце 1940-х годов переехал в Норильск, где начал работать машинистом экскаватора на руднике «Медный ручей» Норильского горно-металлургического комбината. В 1953—1957 годах работал машинистом экскаватора в тресте «Вахрушевуголь». 
В 1961 году переехал в Кривой Рог. Участвовал в строительстве Северного горно-обогатительного комбината. С мая 1961 года начал работать машинистом экскаватора в Анновском карьере Первомайского рудника СевГОКа. В 1962 году возглавил бригаду машинистов экскаватора, ставшую лучшей на комбинате.
Указом Президиума Верховного Совета от 30 марта 1971 года за выдающиеся успехи, достигнутые в выполнении заданий пятилетнего плана по развитию чёрной металлургии, Евсюкову Валентину Александровичу присвоено звание Героя Социалистического Труда с вручением ордена Ленина и золотой медали «Серп и Молот».
Новатор производства, победитель соревнований, ударник пятилеток, систематически перевыполнял производственные планы. Член «клуба миллионеров». Был наставником молодёжи.
Работал бригадиром экскаваторщиков СевГОКа до выхода на пенсию в 1988 году. 
Умер 17 апреля 1996 года в Кривом Роге.

## Награды
- Почётный горняк СССР (1964);
- Орден Ленина (22.03.1966);
- Медаль «Серп и Молот» (№ 17520 от 30.03.1971);
- Орден Ленина (№ 407478 от 30.03.1971);
- орден Трудового Красного Знамени (03.03.1976);
- заслуженный работник СевГОКа.

## Память
- Имя на Стеле Героев в Кривом Роге.